# Eleu Salvador
Eleu Salvador Selbach (Triunfo, 4 de agosto de 1932 — São Paulo, 10 de agosto de 2007) foi um ator, compositor e dublador brasileiro, muito conhecido por fazer a voz do personagem Doc Brown (Christopher Lloyd) em De Volta para o Futuro . Foi considerado um dos grandes nomes da dublagem brasileira.
Eleu também foi autor de muitas canções, como Da sorte, interpretada por Elis Regina, e Parabéns Gaúcho, em parceria com Dimas Costa. Participou de antigas telenovelas da TVS; Destino de 1982 e Meus Filhos, Minha Vida e Jerônimo de 1984 e Sexo, Sua Única Arma no ano de 1981.
Morreu no dia 10 de agosto de 2007 aos 75 anos. Foi cremado no sábado, 11 de agosto, às 5 da tarde, no Crematório da Vila Alpina, em São Paulo.